# فرآوری آسپتیک
فرآوری آسپتیک یک تکنیک فرآوری است که در آن محصولات مایع (معمولاً غذایی یا دارویی) که به صورت حرارتی به‌طور تجاری استریل شده‌اند، در شرایط استریل به ظروف قبلاً استریل شده بسته‌بندی می‌شوند تا محصولات پایداری تولید شود که نیازی به یخچال ندارند. فرآوری آسپتیک تقریباً به‌طور کامل جایگزین استریلیزاسیون داخل ظرف برای غذاهای مایع شده است، از جمله شیر، آب‌میوه‌ها و کنسانتره‌ها، خامه، ماست، سس سالاد، تخم‌مرغ مایع و مخلوط بستنی. اخیراً محبوبیت غذاهایی که حاوی ذرات کوچک و جداگانه هستند، مانند پنیر کاتیج، غذای کودک، محصولات گوجه‌فرنگی، میوه و سبزیجات، سوپ‌ها و دسرهای برنجی افزایش یافته است.
فرآوری آسپتیک شامل سه مرحله اصلی است: استریلیزاسیون حرارتی محصول، استریلیزاسیون مواد بسته‌بندی، و حفظ استریلیزاسیون در طول بسته‌بندی. برای اطمینان از استریلیزاسیون تجاری، تأسیسات فرآوری آسپتیک باید مستندات مناسبی از عملیات تولید نگهداری کنند که نشان دهد شرایط استریل تجاری در همه مناطق تأسیسات برقرار و حفظ شده است. هرگونه نقص در برنامه‌ریزی فرآوری یا سیستم بسته‌بندی به این معنی است که محصول آسیب دیده باید نابود، بازفرآوری یا جدا و برای ارزیابی بیشتر نگهداری شود. علاوه بر این، سیستم فرآوری و بسته‌بندی باید قبل از ادامه عملیات فرآوری و/یا بسته‌بندی تمیز و دوباره استریل شود. تجهیزات بسته‌بندی و مواد بسته‌بندی با استفاده از محیط‌های مختلف یا ترکیبی از آنها استریل می‌شوند (مثلاً بخار اشباع، بخار فوق گرم، پراکسید هیدروژن و حرارت و سایر روش‌ها).

## توسعه تاریخی در غذا
تاریخچه‌ی توسعه‌ی مواد غذایی پردازش آسپتیک از دستگاه حرارت-سرد-پر کردن (HCF) اولین بال (Olin Ball) که در سال 1927 توسعه یافت، مشتق شده است. در حالی که HCF موفق به بهبود کیفیت حسی شیر شکلاتی پردازش‌شده نسبت به محصولات کنسروی شده بود، استفاده از این تجهیز به دلیل هزینه، نگهداری و عدم انعطاف‌پذیری در پردازش انواع اندازه‌های مختلف بسته‌بندی، باعث شکست این دستگاه شد.
در دهه‌ی 1940، فرآیند Avoset توسط جورج گرایندرود (George Grindrod) توسعه یافت. محصولات غذایی با استفاده از فرآیند Avoset تحت لامپ‌های فرابنفش بسته‌بندی شده و هوای استریل در داخل یک اتاق با فشار مثبت حفظ می‌شد تا آلودگی‌ها از اتاق پردازش دور نگه داشته شود. استریل‌سازی از طریق تزریق بخار مستقیم در دمای 126–137 درجه سانتی‌گراد (260–280 درجه فارنهایت) انجام می‌شد و سپس خنک می‌شد. غذاهایی که با این تکنیک تیمار می‌شدند، به عنوان “محصول کرم عالی” توصیف می‌شد و هر دقیقه 75–100 بسته تولید می‌شدند.
در دهه‌ی 1940، فرآیند Dole Aseptic توسط مک‌کینلی مارتین (McKinley Martin) توسعه یافت.مواد غذایی پردازش‌شده از جمله سوپ‌ها، سس‌های تخصصی، میوه‌ها و محصولات لبنی با استفاده از این فرآیند تولید می‌شدند. این فرآیند شامل چهار مرحله بود
در دهه‌ی 1940، فرآیند آسپتیک دول توسط مک‌کینلی مارتین (McKinley Martin) توسعه یافت. مواد غذایی پردازش‌شده از جمله سوپ‌ها، سس‌های تخصصی، میوه‌ها و محصولات لبنی با استفاده از این فرآیند تولید می‌شدند. این فرآیند شامل چهار مرحله بود:
1. استریل‌سازی محصول با گرمایش و خنک‌شدن فوری
2. استریل‌سازی بسته‌بندی‌ها و درپوش‌ها با استفاده از بخار
3. پر کردن محصولات خنک به صورت آسپتیک در بسته‌بندی‌های قبلاً استریل‌شده
4. بستن درپوش‌ها در جوّ هوای اشباع یا بخار بسیار گرم

دستگاه آسپتیک دول، مشکلاتی که باعث شکست دستگاه HCF شده بود، را برطرف کرد. این دستگاه قادر به پردازش انواع اندازه‌های مختلف بسته‌بندی بود، نیاز به زمان نگهداری کمتر داشت و هزینه کمتری داشت. کیفیت محصولات پردازش‌شده، بدون توجه به اندازه بسته‌بندی، ویژگی مهمی برای مواد غذایی حساس به گرما بود، به دلیل زمان پردازش کوتاه آن. سوپ عدس شکسته با استفاده از دستگاه آسپتیک دول با دوز زیر تیمار شد: زمان گرمایش 140–146 درجه سانتی‌گراد (280–290 درجه فارنهایت) به مدت 3.53 ثانیه، زمان نگهداری 8.8 ثانیه و خنک‌شدن به 32 درجه سانتی‌گراد (90 درجه فارنهایت) در 14.0 – 17.0 ثانیه، در مقایسه با زمان پردازش عادی 40–70 دقیقه در دمای 115–121 درجه سانتی‌گراد (240–250 درجه فارنهایت). عدم علاقه مصرف‌کنندگان باعث قطع تولید مواد غذایی پردازش‌شده با دستگاه آسپتیک دول شد.

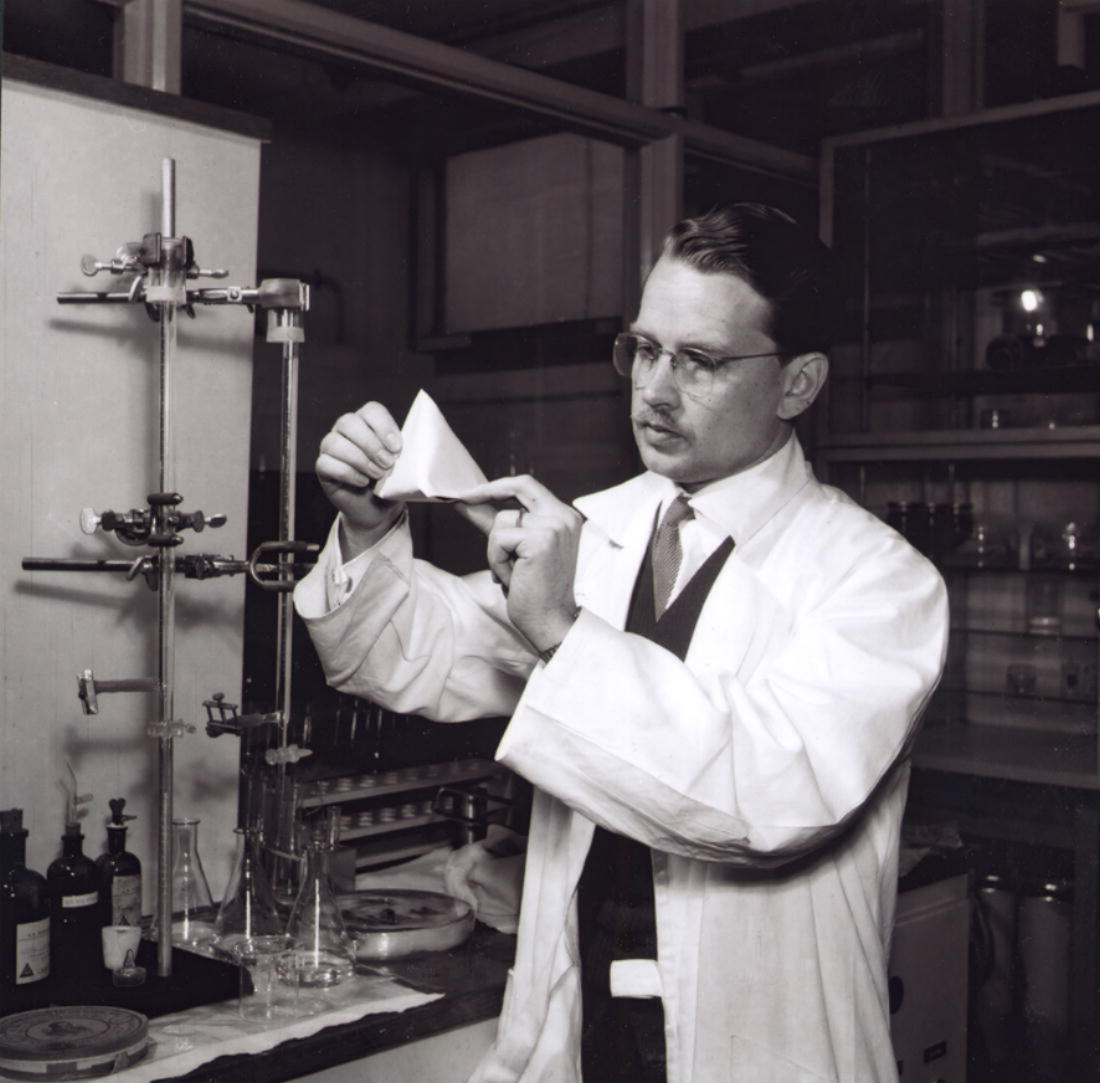
اریک والنبرگ، مخترع تترا بریکس

در دهه‌ی 1940، دکتر روی گریوز (Roy Graves) شروع به استریل‌سازی شیر کرد. شیری که از گاو‌ها گرفته می‌شد، از طریق یک لوله به یک مخزن خلاء می‌رفت، سپس به دمای 285 درجه فارنهایت گرم می‌شد و در نهایت به دمای اتاق خنک می‌شد. محصول در بسته‌بندی‌های فلزی قرار می‌گرفت و توسط مصرف‌کنندگانی که به شیر تازه دسترسی نداشتند، از جمله نیروی دریایی ایالات متحده، به طور گسترده‌ای پذیرفته شد1.
در سال 1959، صنعت غذایی با ظهور استفاده از بسته‌بندی‌های لامینه‌ای کاغذ-فویل-پلاستیک به نام تتراهدرون (Tetrahedron) روبرو شد. در سال 1962، شرکت سوئدی تترا پاک (Tetra Pak) این نوع بسته‌بندی را به بازار ایالات متحده معرفی کرد. آن‌ها شیر پاستوریزه و نوشیدنی‌ها را در این بسته‌بندی‌ها عرضه می‌کردند. شرکت روی گریوز با استفاده از کلر، این نوع بسته‌بندی را استریل‌سازی کرد و توانست به صورت آسپتیک محصول را پر کند و درپوش آن را هرمتیک نماید. با این حال، به دلیل مشکلات باز کردن، استفاده از این بسته‌بندی‌ها توسط مصرف‌کنندگان آمریکایی پذیرفته نشد. این نوع بسته‌بندی‌ها به طور گسترده‌ای توسط نیروی دریایی ایالات متحده استفاده می‌شد.
در سال 1981، اداره غذا و داروی آمریکا (FDA) تأیید کرد که از پراکسید هیدروژن بخاری (VHP) برای استریل‌سازی بسته‌بندی‌ها استفاده شود.
امروزه، کشتی‌های مورد استفاده برای حمل غذا در قاره‌ها با مخازن آسپتیک برای حمل آبمیوه‌ها تجهیز شده‌اند. یکی دیگر از روش‌های حمل مواد غذایی پردازش‌شده به صورت آسپتیک، استفاده از کیسه‌های آسپتیک است.

## فرآوری
فرآیند آسپتیک به مواد غذایی اجازه می‌دهد که خارج از بسته‌بندی به درستی استریل‌سازی شوند و سپس در یک بسته‌بندی قبلاً استریل‌شده قرار گیرند و در نهایت در محیط استریل مهر شوند2. بیشتر سیستم‌ها از استریل‌سازی با دمای بسیار بالا (UHT) برای استریل‌سازی محصولات غذایی قبل از بسته‌بندی استفاده می‌کنند. استریل‌سازی UHT معمولاً با دماهای بالاتر از 135 درجه سانتی‌گراد به مدت 1–2 ثانیه انجام می‌شود. این مزیت دارد که اجازه می‌دهد فرآیند پردازش به سرعت انجام شود، معمولاً در چند ثانیه در دماهای بالا (130–150 درجه سانتی‌گراد)، و ویژگی‌های حسی و تغذیه‌ای بهتری حفظ شود2. محصولات آسپتیک دارای مدت ماند غیریخچالی از چند ماه تا چند سال هستند.
استریل‌سازی مواد بسته‌بندی آسپتیک یک مرحله حیاتی در پردازش غذایی آسپتیک است. این بسته‌بندی‌ها برای کشت‌های میکروبی حاضر در بسته‌بندی در زمان تشکیل و حمل و قبل از پر کردن استریل‌سازی می‌شوند. روش‌های مختلفی برای استریل‌سازی بسته‌بندی‌ها وجود دارد، که معمول‌ترین آن‌ها شامل: گرما، آب گرم، استریلانت‌های شیمیایی (پراکسید هیدروژن یا اسید پراستیک) و ترکیبی از روش‌ها است.
محصولات غذایی UHT می‌توانند با استفاده از روش‌های مستقیم یا غیرمستقیم انتقال حرارت استریل‌سازی شوند. انتقال حرارت مستقیم می‌تواند از طریق تزریق بخار و تزریق بخار انجام شود. محصولات غذایی پردازش‌شده با تزریق بخار از یک اتاق تزریق عبور می‌کنند، جایی که بخار (150 درجه سانتی‌گراد) به محصول تزریق می‌شود، سپس محصول به 70 درجه سانتی‌گراد خنک می‌شود. انتقال حرارت مستقیم مناسب برای مواد غذایی حساس به گرما مانند شیر است. با این حال، فقط مایعات با ویسکوزیته پایین می‌توانند با استفاده از تزریق بخار پردازش شوند و برای تضمین استریل‌سازی، بخار با کیفیت بالا لازم است1. محصولات غذایی تزریق شده با بخار شامل غذاهایی هستند که به طور آزاد به بخار تحت فشار بالا می‌افتند و غذا را به تقریباً 145 درجه سانتی‌گراد گرم می‌کنند و سپس به 65–70 درجه سانتی‌گراد خنک می‌شوند. تزریق بخار، کنترل بیشتری را نسبت به تزریق بخار به پردازش‌کنندگان ارائه می‌دهد و خطر سوختگی و افزایش دما کاهش می‌یابد. این روش می‌تواند مواد غذایی با ویسکوزیته بالاتر نسبت به تزریق بخار پردازش کند، اما خطر مسدود شدن نازل‌ها در ماشین‌آلات وجود دارد. انتقال حرارت غیرمستقیم شامل: تبادل حرارت صفحه‌ای، تبادل حرارت لوله‌ای یا تبادل حرارت سطح‌های خراشیده می‌شود. تبادل حرارت صفحه‌ای به دلیل هزینه کمتر و امکان تغییرات آسان در طول تولید بیشتر استفاده می‌شود. تبادل حرارت لوله‌ای و سطح‌های خراشیده می‌توانند غذاهای ویسکوز با ذرات یا محتوای پالپ بالا را با آسیب کم گرم کنند.

## تجهیزات و سیستم‌ها
تجهیزات مورد استفاده در پردازش آسپتیک مواد غذایی و نوشیدنی باید قبل از پردازش استریل‌سازی شوند و در طول پردازش در وضعیت استریل باقی بمانند1. هنگام طراحی تجهیزات پردازش آسپتیک، شش نیاز اساسی را باید در نظر گرفت: تجهیزات باید قابلیت تمیز کردن کامل را داشته باشند، باید قابلیت استریل‌سازی با بخار، مواد شیمیایی یا آب با دمای بالا را داشته باشند، وسایل استریل‌سازی باید قادر به تماس با تمام سطوح تجهیزات باشند، به این معنی که تجهیزات هیچ شکاف، چاقویی یا نقاط مرده‌ای نداشته باشند، تجهیزات باید قابلیت حفظ وضعیت استریل را داشته باشند، باید قابلیت استفاده مداوم را داشته باشند و در آخر، تجهیزات باید با مقررات مطابقت داشته باشند.
بسته‌بندی‌های آسپتیک به طور کلی در دسته‌های زیر قرار می‌گیرند: پر کردن، ایجاد، شکل‌دهی، ترموفرم، فرم‌کشی و سیستم‌های بسته‌بندی و ذخیره‌سازی عمده:
1. پر کردن و درپوش‌گذاری. بسته‌بندی‌ها در محیط استریل پر شده و درپوش می‌شوند تا از آلودگی جلوگیری شود.
2. ایجاد، پر کردن و درپوش‌گذاری. یک بسته‌بندی پلاستیکی ایجاد شده و سپس استریل‌سازی، پر شده و درپوش می‌شود.
3. شکل‌دهی، پر کردن و درپوش‌گذاری. در این سیستم، یک رول فیلم ابتدا استریل‌سازی می‌شود. پس از استریل‌سازی، به شکل مورد نظر تغییر شکل می‌دهد، پر می‌شود و درپوش می‌شود.
4. ترموفرم، پر کردن و درپوش‌گذاری. یک رول فیلم گرم می‌شود و در یک محیط یا سطح استریل ترموفرم می‌شود. سپس در محیط استریل پر می‌شود و درپوش می‌شود.
5. فرم کشی، پر کردن و درپوش‌گذاری. این فرآیند نیاز به ماده قابل استخراج دارد که ابتدا قبل از پر کردن و آب بندی در یک بسته استریل قالب گیری شود. این فرآیند معمولاً برای تولید محصولات بطری مانند آب میوه و نوشابه استفاده می شود.
6. سیستم های بسته بندی و ذخیره سازی فله بسته‌بندی‌هایی که برای ذخیره‌سازی فله استفاده می‌شوند (درام، کیسه‌ها، کیسه‌ها و غیره) با استفاده از گرما یا مواد ضدعفونی‌کننده استریل می‌شوند. پس از استریل کردن، آنها می توانند پر و مهر و موم شوند.

## ماده بسته‌بندی
بسته‌بندی آسپتیک شامل پر کردن و درپوش‌گذاری مواد غذایی استریل‌شده با مواد بسته‌بندی استریل‌شده است. مواد بسته‌بندی آسپتیک نه تنها باید شرایط استریل را درون بسته فراهم کنند و محصول را از آسیب‌های فیزیکی محافظت کنند، بلکه کیفیت محصول درون بسته‌بندی را نیز حفظ کنند. برای دستیابی به این هدف، یک مواد لامینه از اجزای زیر تشکیل می‌شود: کاغذ نیمه‌سفت، آلومینیوم و پلاستیک. کاغذ (70%) سفتی، مقاومت و شکل مستطیلی به بسته‌بندی می‌دهد؛ اما نیاز به مراقبت از پتانسیل وجود باکتری‌ها دارد. پلی‌اتیلن با چگالی کم (24%)، که معمول‌ترین پلاستیک مورد استفاده در بسته‌بندی آسپتیک است، در لایه‌ی داخلی قرار گرفته و درپوش‌هایی را ایجاد می‌کند که بسته را محکم در برابر مایعات نگه می‌دارد. آلومینیوم (6%) در داخل بسته‌بندی آسپتیک قرار دارد و به عنوان یک مانع در برابر نور و اکسیژن عمل می‌کند، بدون نیاز به یخچال و با جلوگیری از فساد بدون استفاده از مواد نگهدارنده. بیشتر مواد بسته‌بندی مورد استفاده در بسته‌بندی آسپتیک از پلاستیک‌ها به جای مخازن فلزی یا شیشه‌ای تولید می‌شود به دلیل هزینه نسبتاً پایین تولید مواد پلاستیکی نسبت به فلز و شیشه. پلاستیک‌ها نسبت به فلز یا شیشه سبک‌تر هستند که باعث ارزان‌تر و آسان‌تر شدن حمل و نقل آن‌ها می‌شود. همچنین برای تولید پلاستیک نیاز به انرژی کمتری نسبت به فلز و شیشه است. این عوامل باعث شده‌اند که پلاستیک ماده‌ی بسته‌بندی مناسبی برای استفاده در پردازش آسپتیک باشد.

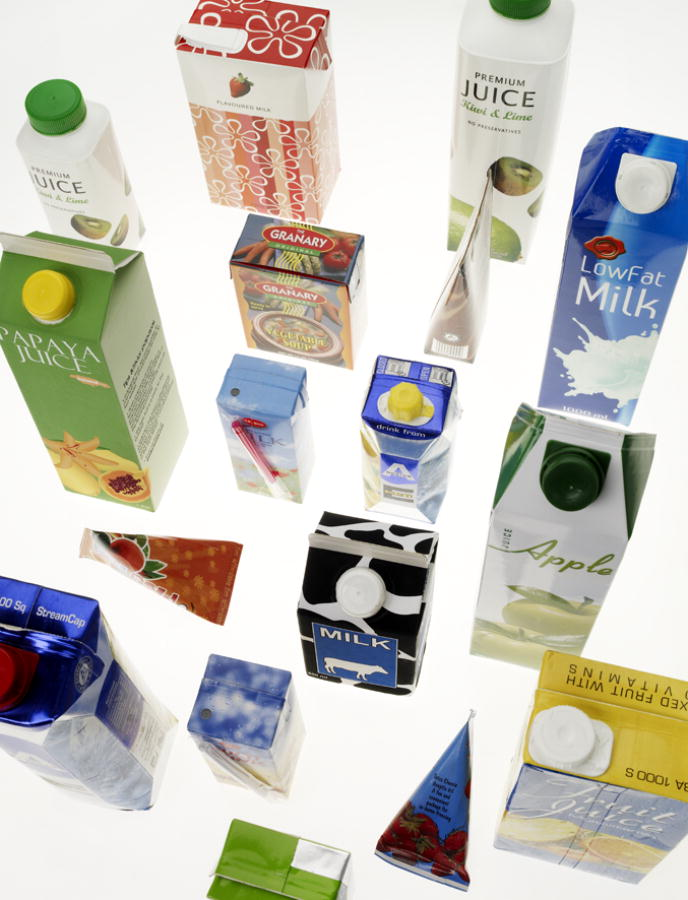
مواد بسته بندی آسپتیک ساخت تترا پاک

انتخاب ظروف اسپتیک عوامل زیادی می‌توانند نوع ظروف اسپتیکی که برای یک محصول انتخاب می‌شود، تحت تأثیر قرار دهند. عوامل زیر ممکن است تأثیری بر انتخاب مواد بسته‌بندی برای محصولات پردازش‌شده به صورت اسپتیک داشته باشند: ویژگی‌های عملکردی پلیمر پلاستیک (ویژگی‌های مانع گاز و بخار آب، بی‌حسی شیمیایی و جذب یا ترکیب طعم و بو)، تعاملات ممکن بین پلیمر پلاستیک و محصول غذایی، عمر مفید مطلوب، هزینه‌های اقتصادی، ویژگی‌های مکانیکی مواد بسته‌بندی (ویژگی‌های ریخت‌شناسی، خصوصیات کاربری مواد و سازگاری با روش‌های بسته‌بندی و ضدعفونی)، شرایط حمل و نقل (مقاومت در برابر ضربه و فشار)، تطابق با مقررات و گروه مصرف‌کننده‌هدف.
برای انواع محصولات، مجموعه‌ای از انواع ظروف مختلف و مثال‌ها وجود دارد.
| نوع کانتینر               | مثال ها                                                                                              | مشخصات کانتینر                                                      |
| ------------------------- | --- | ------------------------------------------------------------------- |
| ظروف سفت و سخت            | قوطی‌های فلزی، ظروف، بطری‌های شیشه ای و کوزه ها                                                        |                                                                     |
| ظروف مقوایی               | کارتن های کاغذی/ فویل/ پلاستیکی و کارتن های از پیش ساخته شده تحت وب و رول شده                        |                                                                     |
| ظروف پلاستیکی نیمه سفت    | فنجان ها، وان ها و سینی های ترموفرم شده تحت وب فنجان ها، وان ها، سینی ها و بطری های از پیش ساخته شده | نرخ تولید بالا انعطاف پذیری عملیات، کیفیت ظرف قابل بررسی از قبل است |
| ظروف پلاستیکی انعطاف پذیر | کیسه، ساشه و غیره                                                                                    |                                                                     |

## تاثیرات روی کیفیت مواد غذایی
تاثیر بر کیفیت مواد غذایی پردازش اسپتیک با تیمار حرارتی سریع و دوره نگه‌داری کوتاه، کیفیت مواد غذایی را حفظ می‌کند. در مقایسه با کنسرو که محصولات غذایی در آن به تیمار حرارتی با دمای بالا تحت می‌آیند، تیمار حرارتی سریع ارائه شده توسط پردازش اسپتیک، ویژگی‌های حساس به گرما را بهتر حفظ می‌کند.
طعم طعم محصولات غذایی پردازش‌شده به صورت اسپتیک به حداقل تغییر می‌پذیرد. ممکن است محصولات لبنی به دلیل تماس با گروه‌های سولفیدریل، طعم پخته داشته باشند. طعم در طول ذخیره‌سازی به دلیل اکسیداسیون گروه‌های سولفیدریل کاهش می‌یابد. شیر تحت تیمار شدید ممکن است به دلیل پروتئولیز، طعم تلخی داشته باشد.
رنگ ممکن است محصولات لبنی تغییراتی در رنگ داشته باشند که ناشی از برنوایی مایارد باشد. این وابسته به میزان قند کاهنده، تشکیل پیرالیزین‌ها و ملانوئیدین‌ها، شدت تیمار و دمای ذخیره‌سازی است.
پیگمان‌های گیاهی مانند کاروتن و بتانین تحت تأثیر قرار نمی‌گیرند، در حالی که کلروفیل و آنتوسیانین‌ها به حداقل کاهش می‌یابند.
بافت در پردازش اسپتیک، گوشت کمتر احتمال دارد سفت شود، در مقایسه با محصولات کنسروی.
لطافت آب میوه تحت تأثیر قرار نمی‌گیرد. تکه‌های میوه و سبزیجات خردشده پردازش‌شده نرم‌تر از تکه‌های بدون پردازش هستند به دلیل حل‌شدن مواد پکتینی و از دست دادن تورگور سلولی.
ارزش غذایی پردازش اسپتیک با استفاده از فرآیند گرمایی سریع با دماهای بین ۹۱ درجه سانتی‌گراد تا ۱۴۶ درجه سانتی‌گراد و با حداقل پردازش انجام می‌شود. به دلیل زمان پردازش قابل توجه و محدوده دمایی کمتر مورد استفاده در پردازش اسپتیک نسبت به استریل‌سازی سنتی مانند کنسرو، محصولات پردازش‌شده به صورت اسپتیک قادر به حفظ بیشتر مواد مغذی هستند. ریبوفلاوین، اسید پانتوتنیک، بیوتین، نیاسین و ویتامین B6 تحت تأثیر قرار نمی‌گیرند. تقریباً ۱۰٪ تیامین و ویتامین B12، تقریباً ۱۵٪ اسید فولیک و پیریدوکسین، و تقریباً ۲۵٪ ویتامین C در طول پردازش اسپتیک از دست می‌روند.

## مزایا و محدودیت‌ها
مزایا:
- محصولاتی که به صورت اسپتیک پردازش می‌شوند، از نظر حفظ مواد مغذی، ویتامین‌ها و پیگمان‌های طبیعی (کلروفیل، آنتوسیانین‌ها، بتالین‌ها، کاروتنوئیدها) بهتر عمل می‌کنند نسبت به محصولات کنسروی. این به دلیل دمای پایین‌تری است که محصولات در هنگام پردازش به آن تحت می‌آیند.1
- پردازش اسپتیک امکان استفاده از اندازه‌های مختلف ظروف را فراهم می‌کند و امکان افزودن مؤلفه‌های بیوفعال و حساس به گرما پس از پردازش (پروبیوتیک‌ها، اسیدهای چرب امگا-۳، اسیدهای لینولئیک متصل) را فراهم می‌کند.

محدودیت‌ها:
- پردازش اسپتیک هزینه‌برتری نسبت به کنسرو دارد، زیرا استریل‌سازی مواد بسته‌بندی نیاز به دستگاه‌های متفاوت دارد و ممکن است پیچیده شود.
- علاوه بر این، حفظ استریلی هوا در اتاق پردازش دشوار است.

## بازرسی و مقررات FDA برای پردازش آسپتیک
این بخش به طور اصلی به موضوع در ایالات متحده پرداخته است و نمای جهانی را نمی‌نماید. شما می‌توانید این بخش را بهبود دهید، مسئله را در صفحه بحث بیان کنید یا در صورت لزوم یک بخش جدید ایجاد کنید. (سپتامبر ۲۰۱۸) (بیاموزید چگونه و کی این پیام را حذف کنید)
بازرسی‌های پردازش اسپتیک یکی از پیچیده‌ترین بازرسی‌ها در عملیات تولید مواد غذایی است. مقام‌های پردازش موظف به ایجاد یک فرآیند هستند که اطمینان از استریلی تجاری در موارد زیر را فراهم می‌کند:
- محصول
- تمام تجهیزات، از جمله لوله نگه‌دارنده و هر تجهیز دیگری که پایین‌جریان از لوله نگه‌دارنده مانند پرکننده قرار دارد
- تجهیزات بسته‌بندی
- مواد بسته‌بندی.

مستندات عملیات تولید باید توسط مجموعه نگهداری شود تا نشان دهد که شرایط استریل تجاری در تمامی نواحی مجموعه تحقق یافته است.
الزامات تنظیمی کلی برای تمام مواد غذایی تنظیم‌شده توسط سازمان غذا و داروی ایالات متحده (FDA) در بخش ۲۱ از قسمت ۱۱۷ کد فدرال آمریکا (CFR) وجود دارد. بخش ۱۱۳.۴۰ الزامات خاصی را برای پردازش و سیستم‌های بسته‌بندی اسپتیک، از جمله مشخصات تجهیزات و تجهیزات ابزاری، فهرست می‌کند. یکی از الزامات مقررات FDA این است که تمام عملیات پردازش حرارتی باید تحت نظر عملیاتی انجام شود که دوره آموزش تایید شده FDA را در مورد کنترل سیستم‌های پردازش حرارتی، بسته‌بندی و روش‌های اسیدی‌سازی کامل کرده باشد. مدرسه کنترل فرآیند بهتر بخشی در مورد سیستم‌های پردازش و بسته‌بندی اسپتیک ارائه می‌دهد و نیازهای FDA را برای ناظران عملیات اسپتیک برآورده می‌کند.
مقامات پردازش مسئول سیستم های آسپتیک باید از برخی عوامل منحصر به فرد برای عملیات پردازش و بسته بندی آسپتیک آگاه باشند، بنابراین دانش خاص در این زمینه ضروری است. نه FDA و نه سایر آژانس های نظارتی فهرستی از مقامات پردازش شناخته شده را ندارند، با این حال، سازمان های خاصی به طور گسترده در سازمان های دولتی و صنعت به عنوان دارای تجربه و تخصص شناخته شده اند. مقررات FDA برای تعیین پارامترهایی برای استریل کردن محصول، بسته‌ها و تجهیزات به مقامات پردازش و بسته‌بندی آسپتیک متکی است تا از عقیمی تجاری محصول نهایی اطمینان حاصل شود.
فرم هایی که در حال حاضر برای ثبت فرآیندهای آسپتیک برای غذاهای کم اسید به FDA استفاده می شود، فرم 2541c است. فرآیندهای مربوط به غذاهای اسیدی که به صورت غیرعفونی پردازش و بسته بندی می شوند تحت 2541a ثبت می شوند. علاوه بر این، کارخانه های فرآوری باید با استفاده از فرم 2541 در FDA ثبت شوند. FDA همچنین یک سیستم پر کردن فرآیند الکترونیکی کنسرو شده با اسید کم (LACF) ایجاد کرده است که تکمیل و ارسال فرم ها را تسهیل می کند.
FDA بر انواع سیستم‌های پردازش و بسته‌بندی آسپتیک که می‌توان از آنها برای تولید مواد غذایی برای توزیع در تجارت ایالات متحده استفاده کرد، با بررسی و پذیرش یا رد فرم‌های بایگانی فرآیند از شرکت‌های فرآوری منفرد، قدرت اعمال می‌کند. FDA ممکن است برای ارزیابی کفایت تجهیزات و روش های مورد استفاده برای تولید یک محصول تجاری استریل، اطلاعات فنی کافی از پردازنده درخواست کند. تا زمانی که سازمان غذا و دارو هیچ اعتراض دیگری به تشکیل پرونده پیدا نکند، این شرکت از توزیع محصول تولید شده بر روی آن سیستم در تجارت بین ایالتی منع می شود.
محصولات نهایی آسپتیک باید قبل از عرضه محصول به توزیع، تحت آزمایش انکوباسیون قرار گیرند. شرکت باید زمان و دمای انکوباسیون و همچنین تعداد ظروف انکوبه شده را تعیین کند. انکوباسیون در 20-25 به طور کلی پذیرفته شده است درجه سانتیگراد برای حداقل 7 روز و سپس بلافاصله یا پس از اولین خواندن، انکوباسیون در 30-35 درجه سانتیگراد برای حداقل زمان انکوباسیون 14 روز. سایر برنامه‌های انکوباسیون باید بر اساس داده‌های تأیید اعتبار باشد. توجه به این نکته ضروری است که قبل از انکوباسیون، ظروف دارای محیط رشد میکروبی باید معکوس شوند تا اطمینان حاصل شود که تمام سطوح به طور کامل توسط محیط مرطوب شده اند.
FDA برای نظارت بر انطباق با الزامات قانونی خود به بازرسی های دوره ای از کارخانه های فرآوری متکی است. فرکانس بازرسی برای یک کارخانه جداگانه ممکن است بسته به محصولات بسته بندی شده، بروز مشکلات احتمالی فرآوری خطرناک در کارخانه و در دسترس بودن پرسنل بازرسی FDA، به طور قابل توجهی متفاوت باشد.

## بیشتر بخوانید
- Bozenhardt, Erich H.; Bozenhardt, Herman F. (18 October 2018). "Are You Asking Too Much From Your Filler?". Pharmaceutical Online (Guest column). VertMarkets. Retrieved 30 October 2018.